# Brindabella elektorat
Brindabella elektorat är ett av fem elektorat (valdistrikt) i "Canberra-regionen" Australian Capital Territory, till dess lagstiftande enkammarparlament med 25 parlamentsplatser. 